# Лисица, Славко
Славко Лисица (серб. Славко Лисица; 18 февраля 1944, Ламинци-Брезици — 28 июня 2013, Белград) — сербский генерал и военный деятель, известный военачальник армии боснийских сербов в период войны в Боснии и Герцеговине.

## Биография
Славко Лисица родился 18 февраля 1944 года в селе Ламинци-Брезици близ Градишки в семье партизанского офицера и домохозяйки. После окончания средней школы он поступил в сержантскую школу Сухопутных войск ЮНА, по специальности «бронетанковые подразделения». В 1968 году он окончил Военную академию Сухопутных войск, а в 1988 году — Командно-штабную школу тактики.
Во время службы в ЮНА Славко Лисица занимал различные должности в гарнизонах Бенковаца, Ниша, Лесковаца, Баня-Луки и Книна. Начало распада Югославии встретил во время службы в 9-м Книнском корпусе. В его составе принимал участие в боях во время войны в Хорватии. В апреле 1992 года во время боев за Купрес вместе со сводным отрядом корпуса был передислоцирован на территорию Боснии и Герцеговины, где принял участие в отражении хорватских атак на Купрес.
15 мая 1992 года Славко Лисица присоединился к Войску Республики Сербской. Летом—осенью того же года принимал участие в операции «Коридор». В ВРС возглавлял 2-ю бронетанковую бригаду, тактическую группу 1-го Краинского корпуса, оперативную группу «Добой». 3 мая 1993 года был произведен в генерал-майоры. Летом того же года создал и возглавил Центр военных школ ВРС им. Райко Балача. 30 сентября 1994 года был отправлен на пенсию.
На президентских выборах в Республике Сербской в 1996 году был кандидатом от Сербской патриотической партии.
После распада Югославии занимался его изучением. Опубликовал две книги: «Командант по потреби» и «Командант без потреби».
После долгой болезни скончался в белградской Военно-медицинской академии 28 июня 2013 года.